# پرلودها (شوپن)

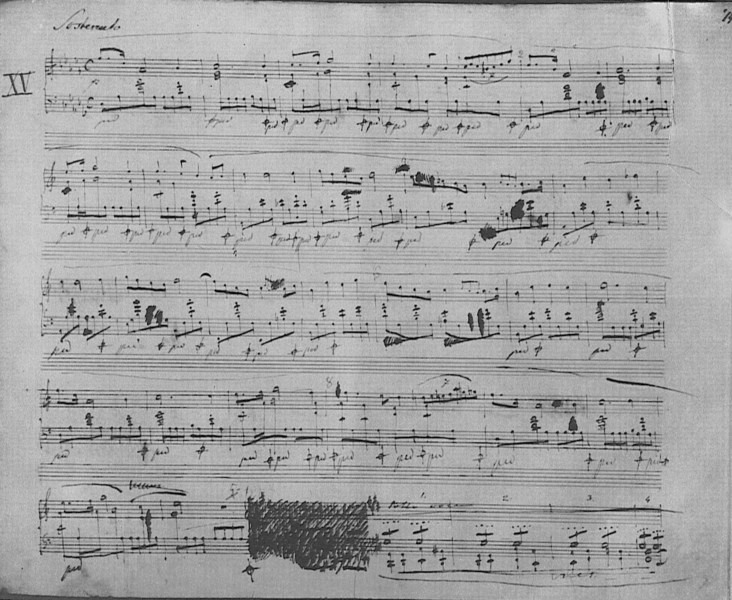
یکی از پرلودهای تصنیف شده توسط فردریک شوپن

پرلودها (انگلیسی: Preludes)، اثری از فردریک شوپن است. وی تعداد ۲۴ پرلود (اپوس ۲۸)، برای پیانوی سولو تصنیف کرد که کلیهٔ گام‌های مینور و ماژور را پوشش می‌دهد علاوه بر این ۲۴ پرلود، شوپن سه پرلود دیگر نوشت: پرلود در دو دیز مینور، اپوس ۴۵. قطعه‌ای در لا بمل ماژور از سال ۱۸۳۴ و اثری ناتمام در می بمل مینور. گاهی از این سه پرلود با شماره‌های ۲۵، ۲۶ و ۲۷ نیز یاد می‌شود.